# 褐毛橐吾
褐毛橐吾（学名：Ligularia purdomii）为菊科橐吾属的植物，为中国的特有植物。分布于中国大陆的四川、甘肃等地，生长于海拔3,650米至4,100米的地区，多生于河边及沼泽，目前尚未由人工引种栽培。